# Robin Reynolds
Robin Reynolds (ur. 22 lutego 1994) – amerykańska lekkoatletka specjalizująca się w biegach sprinterskich.
Podczas igrzysk olimpijskich młodzieży zdobyła indywidualnie złoto w biegu na 400 metrów oraz wraz z koleżankami z reprezentacji obu Ameryk wywalczyła złoto w sztafecie szwedzkiej. W 2011 w czasie mistrzostw świata juniorów młodszych była czwarta w biegu na 400 metrów oraz zdobyła srebro w sztafecie szwedzkiej. Złota medalistka mistrzostw panamerykańskich juniorów (2013).
Rekordy życiowe: bieg na 400 metrów – 51,36 (11 czerwca 2014, Eugene); bieg na 400 metrów (hala) – 51,77 (1 marca 2014, College Station). 